# Ostor (eszköz)
Az ostor egy fa nyélből és ráerősített szíjból álló eszköz, mely elsősorban állatok terelésére. Megfelelően használva jellegzetes csattanó hangot ad ki. Ennek oka, hogy az ostor végén lévő sudár 330 m/s, a hangsebesség fölé gyorsul, így egy hangrobbanás keletkezik. Ez volt az első ember alkotta eszköz, mely átlépte a hangsebességet. 
Tereléskor elsősorban hangját használták, nem a jószág megütése volt elsődleges célja.

## Részei
Nyél: típustól függően különböző hosszúságú és vastagságú, kemény vagy hajlékony.
Szár: a nyél felőli vége körülbelül a nyéllel azonos vastagságú, a nyéltől távolodva vékonyodik, a végén már csak egy bőrszíjból áll.
Sudár: a szár végére rögzített bojt.

## Fizikája
A legegyszerűbb esetben a használója az ostort feje felett körben lengeti, így az ostor szára majdnem teljesen kiegyenesedik. (A vége a légellenállás miatt kicsit lemarad.)
Ezután az ostor nyelét a menetirányra merőlegesen megrántják vagy hirtelen az addigi menetiránnyal ellentétesen kezdik mozgatni, ezzel egy hullámmozgás indul el az ostor szárán. Kifelé haladva a hullám mozgási energiája (a súrlódást, légellenállást leszámítva) változatlan marad, így az ostor vékonyodásával (a mozgó rész tömegének csökkenésével) arányosan a sebessége növekszik.
Az ostor végére érve a hullám a sudárt a hangsebesség fölé gyorsítja, így hangrobbanás keletkezik, ez okozza a jellegzetes csattanó hangot.
Nedvesebb időben a csattanás helyén kb. egy másodpercig kis párafelhőt láthatunk, ez a hangrobbanás közbeni légnyomásváltozás miatt csapódik ki. A jelenség legjobban erős napfényben, sötét háttér előtt figyelhető meg.

## Fajtái
Két alaptípusa van: rövid nyelű, amelyet pásztorok, valamint egy hosszú nyelvű, amelyet a szekerező-kocsizók használtak, és béresostor néven is ismert.
A pásztorok által használt rövid nyelűt nevezik nehéz ostornak, kancsikának, korbácsnak is, bár legelterjedtebb és szaknyelvi neve a karikás. Utóbbi név onnan származik, hogy e típusú ostort gyakran – bár korántsem általánosan – forgó karika közbeiktatásával erősítik a nyeléhez. A karikást leginkább a csikósok használják, mesterségük jelvénye, címere, de más pásztorok is alkalmazzák. A karikás faragással, szíjfonatokkal, sallangokkal, pillangókkal díszített. A karikás sok részből tevődik össze, s tájanként igen változatos az egyes részek elnevezése. Általánosnak mondható a nyélhez erősítő szíjkötés neve: a telek. A karikás derekát kötél köré 6, 8 vagy 12 vékony szíjból, ágból fonja a pásztor. Az ehhez csatlakozó csapó egyes szíjból áll, a csapó végére kerül a sudár, ami a cserdítéskor a durranó hangot adja.
A szekerező, kocsizó béresostor egyszerűbb, nyele nemcsak hosszabb, hanem vékonyabb – a karikással szemben –, a nyél is hajlékony. A kocsizó ostor szíjból, az ökörhajtó ostor általában kenderkötélből készült. A négy-hatökrös szekerekhez különösen hosszú nyelű ostort használtak, mint Petőfi Sándor mondja: „Két öles a nyele, három a kötele”.